# Muntiacus puhoatensis
Muntiacus puhoatensis is een zoogdier uit de familie van de hertachtigen (Cervidae). De wetenschappelijke naam van de soort werd voor het eerst geldig gepubliceerd door Trai in Binh Chau in 1997.

## Voorkomen
De soort komt voor in Vietnam.